# 金采炫
金采炫（：／ Kim Chae-Hyun；2002年04月26日—），韓國女歌手。2021年於韓國選秀節目《Girls Planet 999》中以第一名成為限定女子團體Kep1er成員。2022年1月3日，Kep1er正式出道活動，官方定位是中心center和主唱。

## 經歷

### 出道前
2016年，加入SM娛樂成為練習生，練習大約4年後離開所屬社。

### 參與《Girls Planet 999》時期
2021年，以個人練習生的身份出演女團選秀節目《Girls Planet 999》，最後以得票分數1,081,182票排名第一，成為限定女子組合Kep1er9名成員的其中一員，並以第一名的成績贏得了Kep1er的中心center 。
| 順位（粗體為順位儀式結果） |                     |                         |                         |          |                           |            |                     |
| 主題曲排名                 | 第一集 (初評級舞台) | 第五集 (第一次排名儀式) | 第八集 (第二次排名儀式) | 第九集   | 第十一集 (第三次排名儀式) | 決賽前速報 | 第十二集 (最終排名) |
| K23                        | -                   | P9 (K03)                | P9 (K02)                | P8 (K03) | P11 (K04)                 | P1 (K01)   | P1 (K01)            |

### Kep1er時期
2021年12月23日，成員金采炫、金多娟、徐永恩於MUPLY(뮤플리)頻道聖誕特別影音翻唱太妍〈This Christmas〉。
2022年1月3日，發行首張迷你專輯《FIRST IMPACT》，正式以Kep1er的成員活動，官方定位是中心center和主唱
2022年1月10日，《The Show》公佈金采炫成為新主持之一，1月25日開始出演，為個人主持出道作。

## 音樂作品

#### 其他單曲
| 發行日期     | 歌曲名稱                   | 專輯名稱   | 歌手/企劃                      | 備註           |
| ------------ | -------------------------- | ---------- | ------------------------------ | -------------- |
| 2022年5月6日 | 나비소녀 (Queendom 2 ver.) | Queendom 2 | 해와 달 (이달의 소녀 & Kep1er) | 金采炫、徐永恩 |

## 影視作品

### 主持
| 年份            | 日期                          | 頻道/主辦        | 節目/活動名稱             | 備註                 |
| 2022年 - 2023年 | 2022年1月25日 - 2023年3月14日 | SBS MTV          | THE SHOW                  | 固定MC               |
| 2023年          | 9月8日                        | 韓國音樂內容協會 | Asia Song Festival        | 特別MC，與坂本舞白   |
| 2024年          | 7月26日                       | Mnet             | KCON LA 2024              | 特別MC，與休寧巴伊葉 |
| 2025年          | 4月2日－                      | EBS FM           | 청소년 소통 프로젝트 경청 | 固定主持，與徐永恩   |
| 2025年          | 5月13日                       | Osaka Expo 2025  | Osaka Expo 2025           | 特別MC，與ME:I MIU   |

### 綜藝節目
| 年份   | 播放日期                 | 電視台                     | 節目名稱                    | 備註                       |
| 2021年 | 8月6日 - 10月22日        | Mnet                       | Girls Planet 999            |                            |
| 2022年 | 6月30日 - 7月7日         | KBS 2TV                    | 주접이 풍년                 | EP22                       |
| 2022年 | 10月25日                 | Youtube: KBS Kpop          | 李茂珍Service(리무진서비스) | EP.34                      |
| 2023年 | 12月13日 - 2024年4月24日 | YouTube：스튜디오 호락호락 | KEBAKE食堂                  | 與沈小婷、坂本舞白固定出演 |
| 2024年 | 9月22日 - 9月29日        | MBC                        | 神秘音樂秀：蒙面歌王        |                            |

## 演唱會及其他演出
| 年份   | 日期            | 名稱                     | 舉行地點  | 備註 |
| 2022年 | 12月17日 - 18日 | 《李茂珍全國巡迴演唱會》 | KBS釜山廳 | 嘉賓 |

## 外部連結
- Kep1er的官方網站 （页面存档备份，存于）
- 金采炫的Instagram帐号